# Najran (stad)
Najran (Arabisch: نجران , Najrān) is een stad in Saoedi-Arabië en is de hoofdplaats van de provincie Najran. Een vroegere naam van de stad is Aba as Sa'ud.
Bij de volkstelling van 2004 telde Najran 246.880 inwoners.

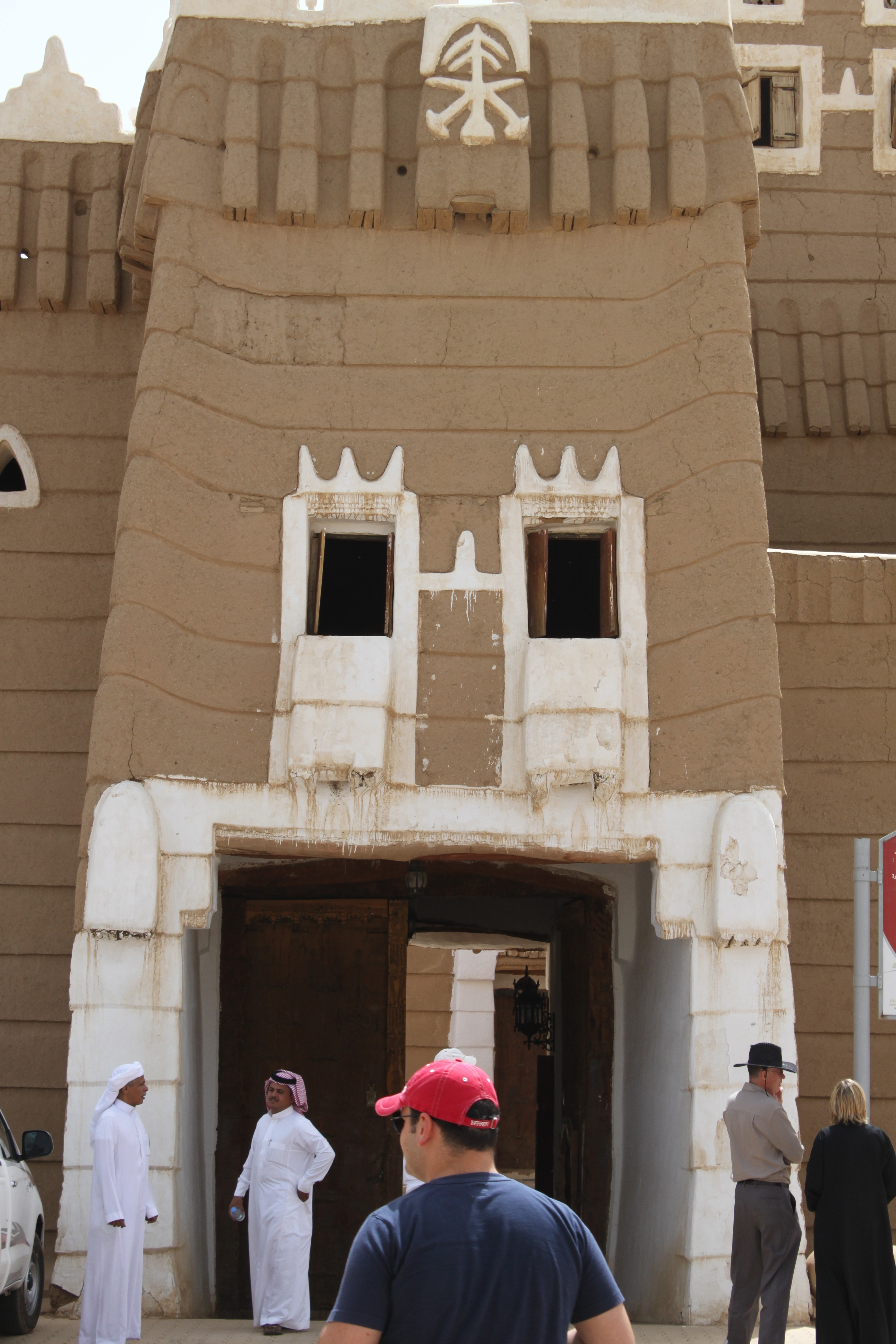
Ingang gouverneurspaleis Najran.
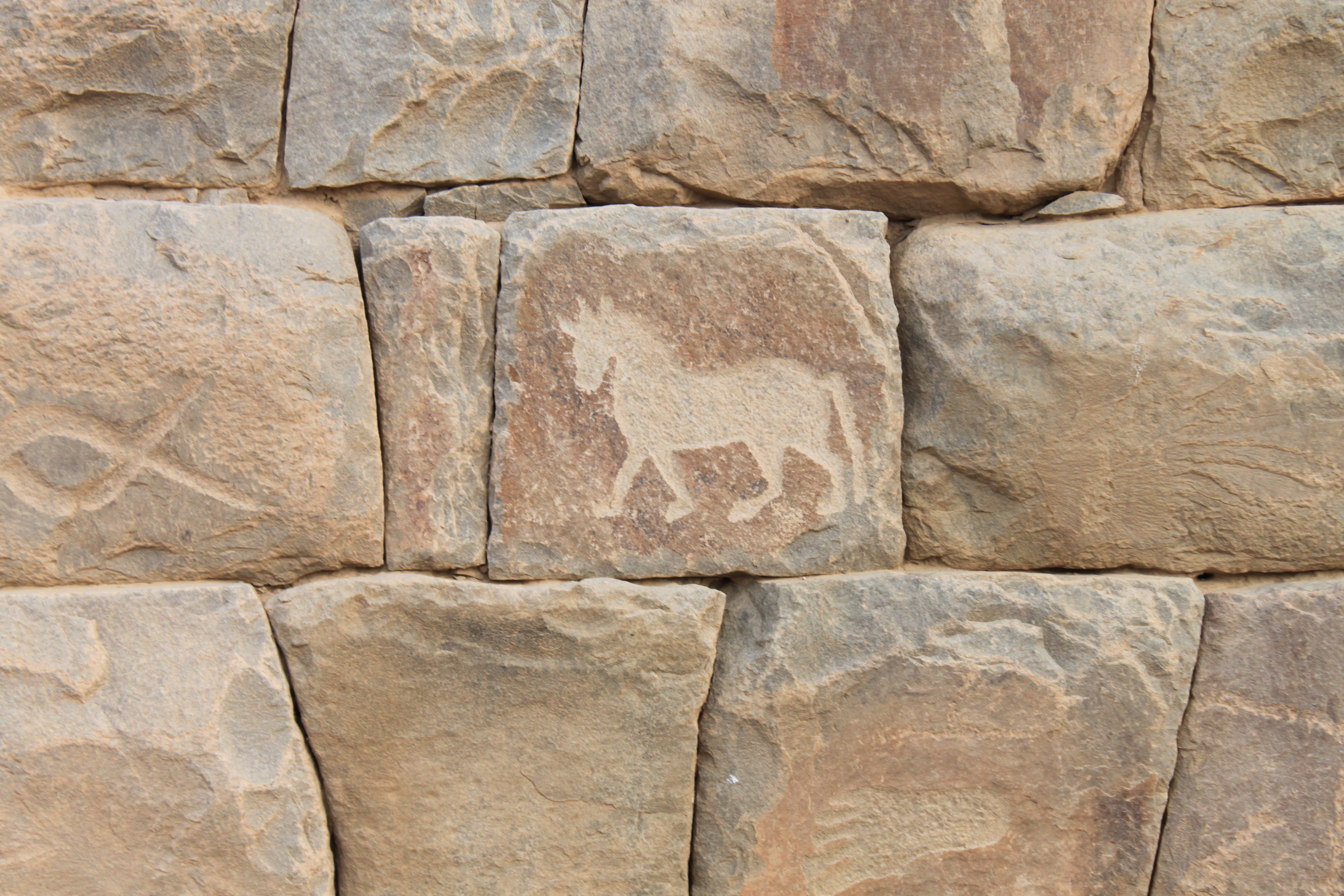
Muur in de oude stad